# Андроник Панонски
Андроник Панонски је био један од седамдесеторице апостола. Био је сродник апостола Павла, као што сам Павле пише (Рм 16, 7), спомињући и свету Јунију, помоћницу Андроникову. Андроник је постављен за епископа Паноније, али није становао на једном месту, него је проповедао Јеванђеље по целој Панонији. Са светом Јунијом он је успео да многе људе приведе хришћанству и да разори многе идолске храмове. У хришћанској традицији се помиње да су обоје имали благодатну силу чудотворства, којом су демоне изгонили из људи и исцељивали сваку немоћ и сваку болест. Пострадали су обоје за Христу. Њихове мошти нађене су у пределима Евгенијским.
Српска православна црква слави га 17. маја по црквеном, а 30. маја по грегоријанском календару.